# Elateropsis caymanensis
Elateropsis caymanensis är en skalbaggsart som först beskrevs av Fisher 1941.  Elateropsis caymanensis ingår i släktet Elateropsis och familjen långhorningar. Inga underarter finns listade i Catalogue of Life.